# A Floresta Que Se Move
A Floresta Que Se Move é um filme brasileiro de 2015, do gênero drama, dirigido por Vinícius Coimbra. Trata-se de uma adaptação brasileira da peça Macbeth, do escritor inglês William Shakespeare.

## Sinopse
Narra a história de um empresário bem sucedido chamado Elias que trabalha em um importante banco brasileiro. Ao retornar de uma viagem de negócios, Elias encontra uma misteriosa bordadeira que faz previsões acerca de seu destino, dizendo que ele irá se tornar vice-presidente do banco onde trabalha e que, logo depois, se tornaria o presidente desse banco. Ao narrar o acontecido para sua ambiciosa esposa Clara, esta começa a elaborar meios de tornar a profecia realidade, convidando o presidente do banco para ir jantar em sua casa naquela noite, tencionando proporcionar a ascensão do marido na empresa em que trabalha. Como na peça shakesperiana, o plano de Clara desencadeia uma série de assassinatos, levando o casal a uma busca sangrenta por poder e riqueza.

## Produção
Ao som da música clássica de Villas Lobo, os créditos iniciais do filme se sobrepõem a belas paisagens das Highlands (Terras Altas) e planícies escocesas, que depois levam a um castelo medieval. O espectador é conduzido a um cenário medieval para depois ser transportado aos tempos atuais e ao mundo empresarial do século XXI.
O filme, dirigido por Vinícius Coimbra e com roteiro do diretor e de Manuela Dias, atualiza a história da peça, embora mantenha estreitas ligações com o texto elizabetano.
O filme custou R$ 3,5 milhões e foi rodado em construções sofisticadas na região de Punta del Este no Uruguai, com cenas gravadas na Alemanha e Escócia.

## Elenco e personagens
Quatro protagonistas dominam a cena: Heitor, o presidente de um banco (Nelson Xavier), equivalente ao rei Duncan, na peça; o vice-presidente Elias (Gabriel Braga Nunes), representando o personagem Macbeth; o diretor financeiro (Ângelo Antônio), correspondente a Banquo; e a esposa do vice-presidente, Clara (Ana Paula Arósio), que personifica Lady Macbeth. Temos ainda a bordadeira (Juliana Carneiro da Cunha), que representa as três bruxas da peça. O diretor manteve a estrutura básica da peça: um personagem ouve uma profecia sobre sua ascensão e por causa dela o casal planeja o assassinato de alguém superior para com isso se beneficiar hierarquicamente e obter o almejado poder através da ascensão social e profissional. Contudo, ambos sofrerão as consequências de seus atos.
| Ator                      | Personagem fílmico | Personagem equivalente na peça              |
| ------------------------- | ------------------ | ------------------------------------------- |
| Gabriel Braga Nunes       | Elias              | Macbeth                                     |
| Ana Paula Arósio          | Clara              | Lady Macbeth                                |
| Nelson Xavier             | Heitor             | Rei Duncan                                  |
| Ângelo Antônio            | César              | Banquo                                      |
| Fernando Alves Pinto      | Pedro              | Malcolm                                     |
| Juliana Carneiro da Cunha | bordadeira         | bruxa                                       |
| Miriam Freeland           | Lúcia              | sem equivalência na peça (esposa de Banquo) |
| Emiliano José             | servente/porteiro  | porteiro                                    |
| Rui Ricardo Diaz          | Delegado Borges    | sem equivalência, talvez Macduff            |

## Lançamento

### Participação em festivais[4][5][6][7]
- Fantasporto (indicado para Melhor Filme)
- Grande Prêmio do Cinema Brasileiro (indicação de Ângelo Antonio como Melhor Ator Coadjuvante)
- Mostra Internacional de Cinema de São Paulo
- Chicago Latino Film Festival
- Festival de cinema de Cuba
- 30th Annual Fort Lauderdale Film Festival
- Festival de cinema de Montevideo
- Montreal World Film Festival
- Festival de cinema de Namíbia
- Festival de cinema do Rio

## Recepção

### Crítica dos especialistas
Embora o diretor tenha feito um trabalho bastante criterioso e cuidadoso na sua adaptação (roteiro, locação e na fotografia de Alexandre Fructuoso e Pablo Baião), nem todas as críticas foram favoráveis ao filme. O crítico do site Adoro Cinema elogia a trilha sonora, mas menciona problemas de tom e roteiro, o excesso de expressividade e a falta de sutileza do casal protagonista e a artificialidade do tom pomposo dos diálogos. Contudo, destaca a originalidade de algumas soluções encontradas pelo diretor, como a presença do sangue no teto e das formigas no escritório. A revista Veja também critica os mesmos exageros do roteiro e da direção e da falta de uma maior exploração da loucura do casal principal. Além disso, critica a artificialidade da manutenção do texto do porteiro na peça na voz do porteiro do banco e a escolha da bordadeira como substituta das bruxas, uma vez que nem o texto nem a figura da bordadeira possuem lugar no século XXI. O jornal Folha de S.Paulo também teceu duras críticas ao filme, revelando desnecessariamente um certo preconceito a produtos nacionais ao final da resenha.
Outras resenhas elogiam alguns aspectos e criticam outros. O site Guia da Semana elogia o clima de tensão e suspense do filme, mas critica a falta de naturalidade dos diálogos. O site Plano Crítico também critica a teatralidade da atuação em alguns momentos do filme e elogia outros aspectos, como a excelência da fotografia, quadros, iluminação, disposição dos personagens na tela, produção e narrativa. E ainda há críticas bastante favoráveis ao filme, que elogiam os mesmos elementos criticados anteriormente. O site Omelete elogia a excelência da atuação do elenco, a sofisticação do domínio cênico da direção, o foco narrativo que estabelece uma imediata comunicação com o público através da chave da tensão e até mesmo o exotismo da manutenção das falas da peça no roteiro, que cria um trânsito entre o o plano da fabulação da peça e o realismo do filme. Até as falas irônicas do porteiro bêbado (Emiliano Queiroz) antes criticadas são bastante elogiadas.